# Nanny McPhee
Série
Nanny McPhee et le Big Bang
(2010)
Pour plus de détails, voir Fiche technique et Distribution.
Nanny McPhee, ou Nounou McPhee au Québec, est un film franco-américano-britannique réalisé par Kirk Jones et sorti en 2005.
Il est inspiré de la série de romans Nurse Matilda écrits entre 1964 et 1975 par Christianna Brand.

## Synopsis
Cédric Brown est veuf depuis peu, et ses sept enfants, Simon, Tora, Eric, Lily, Christiana, Sébastien et Agatha ont déjà fait fuir dix-sept nounous par leurs comportements insupportables.
Le soir d'un très grave débordement des enfants après avoir ligoté et bâillonné leur nounou, une nouvelle gouvernante sonne à point nommé à la porte. Elle s'appelle Nanny McPhee et, par son nez ou ses verrues, a l'apparence d'une sorcière. Elle compte imposer sa discipline et peut compter là-dessus sur son physique qui fait forte impression aux enfants. Les enfants entendent néanmoins résister à sa mainmise. Ils sont confiants en leur capacité à la faire fuir comme les autres. Nanny McPhee déjouera leurs pièges par ses pouvoirs magiques, qui deviennent patents pour tous. Les enfants penseront alors qu'il s'agit d'une sorcière.
L'ambiguïté du personnage de Nanny McPhee est vraie également pour le spectateur : s'agit-il d'une sorcière ou d'une gentille magicienne ? Il apparaît cependant rapidement, aussi bien au spectateur qu'aux enfants, que Nanny McPhee est la meilleure nounou du monde. Son programme est en 5 leçons. À chaque leçon apprise, son physique et ses méthodes se radoucissent. En premier lieu ses verrues disparaissent. Nanny McPhee commence à être aimée de la famille et le foyer retrouve progressivement son harmonie.
Une nouvelle épreuve attend cependant la famille. Cédric Brown est contraint par sa tante au remariage, s'il veut conserver sa rente. La seule prétendante est une femme particulièrement méchante. Les enfants s'organisent alors pour empêcher le mariage. C'est au cours de cette dernière épreuve que les deux dernières leçons seront apprises par les enfants. Finalement, Cedric parvient à conserver la rente de sa tante en épousant Evangeline, son ancienne domestique dont les sentiments amoureux sont partagés depuis longtemps. Telle Mary Poppins, Nanny McPhee s'en va alors, sur une dernière phrase : « Il y a une chose que vous devez savoir quant à ma façon de travailler : tant qu'on a besoin de moi et qu'on ne veut pas de moi, je reste ; mais le jour où l'on veut de moi mais qu'on n'a plus besoin de moi, ce jour-là, je pars. C'est assez triste, mais c'est ainsi. »

## Personnages

### Les enfants Brown
- Simon : l'aîné des garçons (13 ans), c'est le meneur de la fratrie en ce qui concerne les bêtises. Il est intelligent, astucieux et très entreprenant. Il en veut à son père de ne plus leur accorder autant de temps qu'avant. Son nom complet est Simon David Brown.
- Tora : L'aînée des filles (11 ans), elle se veut souvent la voix de la raison. Elle a une attitude très protectrice envers ses jeunes frères et sœurs, particulièrement envers la petite Christiana.
- Eric : jeune garçon intelligent de 10 ans, toujours prêt à émettre une théorie sur la nature de certains adultes, notamment en ce qui concerne Nanny McPhee ou les belles mères.
- Lily : Jeune fille énergique de 9 ans, elle aime beaucoup les romans d'amour et propose même à la domestique Evangeline de lui apprendre à lire, cette dernière étant illettrée.
- Christiana : surnommée Chrissie, elle est la sœur jumelle de Sébastien elle a 7 ans. Cette petite fille regrette le temps où son père lui lisait des histoires le soir. Son visage candide lui vaut d'être très convoitée par la tante Adelaïde.
- Sébastien : Le benjamin des garçons est frère jumeau de Christiana il a 7 ans, il est extrêmement gourmand.
- Agatha : surnommée Aggy, c'est la benjamine de la fratrie (1 an). N'étant encore qu'un bébé, elle n'a pas de rôle actif mais se montre toujours très attentive aux évènements de l'histoire. Elle joue en permanence avec un hochet en argent qui appartenait à la défunte mère Brown.

### Les adultes

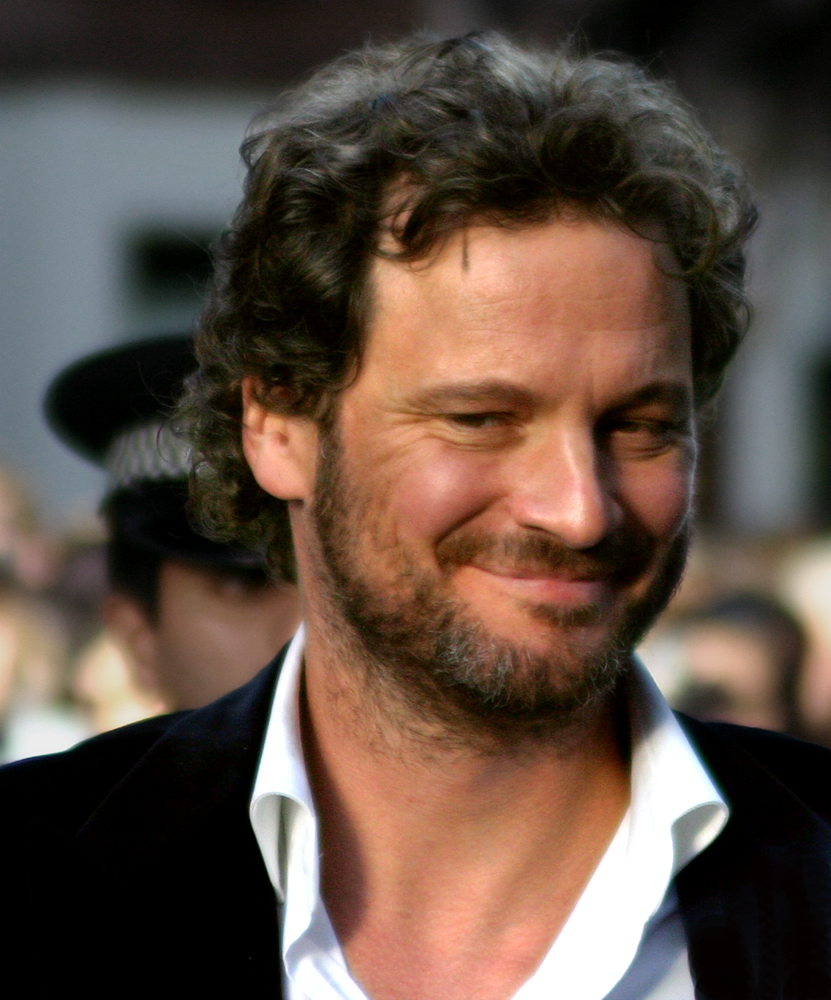
L'interprète de Mr Brown, Colin Firth, également à l'avant-première du film.

## Fiche technique
- Titre : Nanny McPhee
- Titre québécois : Nounou McPhee
- Réalisation : Kirk Jones
- Scénario : Emma Thompson, d'après la série de livres Nurse Mathilda, de Christianna Brand
- Production : Tim Bevan, Lindsay Doran, Eric Fellner, Debra Hayward, Glynis Murray et Liza Chasin
- Sociétés de production : StudioCanal, Universal Pictures et Working Title Films
- Budget : 25 000 000 $US
- Musique : Patrick Doyle
- Photographie : Henry Braham
- Montage : Justin Krish et Nick Moore
- Décors : Michael Howells
- Costumes : Nic Ede
- Pays d'origine :  Royaume-Uni |  États-Unis |  France
- Format : couleur ; Son Dolby Digital
- Genre : comédie, fantastique
- Durée : 97 minutes
- Dates de sortie :
  - Royaume-Uni : 21 octobre 2005
  - États-Unis : 27 janvier 2006
  - France : 8 février 2006

## Distribution
- Emma Thompson (VF : Frédérique Tirmont[1] ; VQ : Élise Bertrand) : Nanny McPhee
- Colin Firth (VF : Christian Gonon[1] ; VQ : Jean-Luc Montminy) : Cédric Brown
- Thomas Brodie-Sangster (VF : Maxime Nivet[1] ; VQ : François-Nicolas Dolan) : Simon Brown
- Eliza Bennett (VF : Pauline Detraz) : Tora Brown
- Raphaël Coleman (VF : Alexis Darles) : Eric Brown
- Jennifer Rae Daykin (es)) (VF : Juliette Fleur) : Lily Brown
- Holly Gibbs (en) (VF : Lola Krellenstein) : Christiana Brown
- Samuel Honywood (en) (VF : Théo Echelard) : Sébastien Brown
- Kelly Macdonald (VF : Dominique Léandri[1] ; VQ : Kim Jalabert) : Evangeline
- Celia Imrie (VF : Anne Jolivet[1] ; VQ : Isabelle Miquelon) : Selma Vavite
- Derek Jacobi (VQ : Louis-Georges Girard) : M. Ben Wheen
- Imelda Staunton (VF : Catherine Arditi ; VQ : Johanne Léveillé) : Mme Jo Blatherwick
- Angela Lansbury (VF : Paula Dehelly ; VQ : Elizabeth Lesieur) : la tante Adélaïde
- Elizabeth Berrington : Lætitia Carter
- Adam Godley : M. Julian Oliphant
- Phyllida Law : la vicomtesse Cumbermere (voix)
- Eleanor McCready : Mme Ada Wheen
- Patrick Barlow (en) (VQ : Pierre Chagnon) : M. Jowls

- Version française
  - Studio de doublage : Dubbing Brothers[2]
  - Direction artistique : Béatrice Delfe
  - Adaptation : Philippe Sarrazin

## Films apparentés